# Красовский, Анатолий Степанович
Анатолий Степанович Красовский (бел. Анатоль Красоўскі; 7 мая 1952, Крупки, Минская область — пропал без вести 16 сентября 1999, Минск, Беларусь) — белорусский бизнесмен и публицист, 16 сентября 1999 года вместе с Виктором Гончаром похищен при невыясненных обстоятельствах.

## Биография
Окончил физический факультет БГУ. Педагог, кандидат философских наук. Один из основных авторов курса «Этика и психология семейной жизни». С начала 1990-х крупный предприниматель, издатель массовых журналов «Я+Я», «Идеал» и других. Помогал материально Белорусскому детскому фонду, фонду «Деятели культуры детям», школе-студии актёрского мастерства Белорусской гильдии актёров кино, Березинскому заповеднику; при этом не рекламировал свою помощь. Оказывал финансовую поддержку ряду общественных организаций Беларуси, в том числе и политически независимым. Был личным другом политика Виктора Гончара и противником Александра Лукашенко во время референдума 1996 года. За ним велась слежка, его телефонные разговоры прослушивались. В августе 1999 года он был арестован по обвинению в подрывной деятельности.
16 сентября 1999 года Красовский вместе с Виктором Гончаром был похищен в Минске. Последний раз Красовского и Гончара видели вечером этого дня, когда они вышли из бани и сели в принадлежащий Красовскому автомобиль. После их исчезновения следствие обнаружило на прилегающей территории осколки пластмассовых рассеивателей автомобиля, следы его торможения и удара машины о дерево, а также следы крови, которая с высокой вероятностью была кровью Гончара. Его похищение является одним из ряда исчезновений людей в Беларуси в период президентства А. Г. Лукашенко. Газета «Народная воля» после исчезновения Красовского в 1999 году отмечала: «О внезапно пропавшем [месяц] назад бизнесмене Анатолии Красовском писать сложно. И не потому, что он известный в республике человек. Красовский — личность. Self made man (человек, сделавший сам себя)».
В 2019 году в интервью DW бывший боец СОБРа (специального отряда быстрого реагирования внутренних войск МВД Беларуси) Юрий Гаравский утверждал, что был одним из тех, кто «по приказу сверху» похитил и застрелил Гончара, Красовского и Захаренко. В 2023 году Гаравский предстал перед судом швейцарского кантона Санкт-Галлен по обвинению в насильственном исчезновении Захаренко, Гончара и Красовского, но был оправдан.

## Семья
Вдова — Ирина Красовская, две дочери — Лера и Ксения.

## Публикации Анатолия Красовского[7]
- Красовский, А. С. Будущий муж и отец. — Мн. : Нар. асвета, 1986. — (Школьникам о семейной жизни)). — 245000 экз.
- Красовский, А. С. Ценностные ориентации выпускников школ на брачно-семейные отношения как предмет социологического анализа : Автореф. дис. на соиск. учен. степ. канд. филос. наук : 09.00.09 / Бел. гос. ун-т им. В. И. Ленина. — Мн., 1986. — 18 с. — Библиогр.: с. 17-18 (16 назв.).
- Красовский, А. С. Адаптация выпускников школ к учебно-профессиональной и трудовой деятельности : Метод. основы проведения исслед. / Мин. гор. центр профориентации молодёжи. — Мн., 1989. — 140 с. — Библиогр.: с. 128—139 (161 назв.). — Б. ц.
- Красовский, А. С., Нгуен, Н. К.. Социальные аспекты профориентации молодёжи / Мин. гор. центр профориентации молодёжи Госкомтруда СССР. — Мн., 1990. — 53, [1] с. — Библиогр. в подстроч. примеч. — 400 экз.
- Преподавание этики и психологии семейной жизни в школе : Из опыта работы / Авт.: М. И. Вертиховская, Д. Г. Гальпер, С. А. Ковалев и др. ; Сост. А. С. Красовский. — Мн. : Нар. асвета, 1990. — 127, [1] с. — 24000 экз.
- Красовский, А. С. Воспитание в семье будущих супругов и родителей : (материал в помощь лектору) / А. С. Красовский ; Правление общества «Знание» Белорусской ССР, НМС по пропаганде знаний среди молодёжи. — Минск : Правление общества «Знание» БССР, 1990. — 21 с. ; 20 см. — Библиография: с. 21, библиография в подстрочных примечаниях. — 1000 экз.